# Zamek w Tylży
Zamek w Tylży (niem. Schloss Tilsit) – gotycki zamek krzyżacki z początku XV wieku Tylży, częściowo zachowany; ruiny chronione jako obiekt dziedzictwa kulturowego w Rosji.

## Historia
Możliwe, że pierwotny zamek powstał w 1289 roku na miejscu murów obronnych. Budowla, która należała do zakonu krzyżackiego (miejscowość pojawia się w zakonnej kronice po raz pierwszy w 1385 roku) została wzniesiona nad rzeką Tylżą przy jej ujściu do Niemna. Budowa zamku rozpoczęła się, gdy wielkim mistrzem zakonu krzyżackiego był Konrad von Jungingen (zachowała się umowa pomiędzy nim a gdańskim murarzem Hansem Bolle z 1406 roku). Prace nad budową zamku (częściowo zachowanego do dziś) prowadzono od 1404 roku pod nadzorem architekta Nikolausa Fellensteina (1408 rok); zamek został ukończony około 1407–1408 roku za czasów Ulricha von Jungingena. Do zamku należał młyn położony przy jeziorze koło rynku. Po sekularyzacji zakonu krzyżackiego zamek był rezydencją burgrabiego. 
6 grudnia 1678 roku zamek wraz z miastem został zajęty przez Szwedów. W 1795 roku była to siedziba dowódcy pułku dragonów. Zamek z wyposażeniem został zlicytowany w 1805 roku, w jego posiadanie weszło sześciu kupców; był następnie przez lata stopniowo rozbierany.  Od 1820 roku mieścił się w nim sąd miejski. W 1844 roku była tam fabryka maszyn. Od 1873 roku znajdowała się tam papiernia. Zamek spłonął 27 grudnia 1876 roku. Po pożarze zamek był wykorzystywany jako fabryka wapna aż do lat 80. XX wieku. Następnie pozostałości zamku pozostały nieużytkowane, w 1995 roku nabyła je osoba prywatna z zamiarem ich wyburzenia. Ostatecznie zdecydowano się zachować resztki zamku, jednak mocno przebudowane i z zawalonymi sklepieniami, 18 stycznia 2010 roku ruiny zamku wpisano do rejestru zabytków jako obiekt dziedzictwa kulturowego w Rosji. 

## Galeria

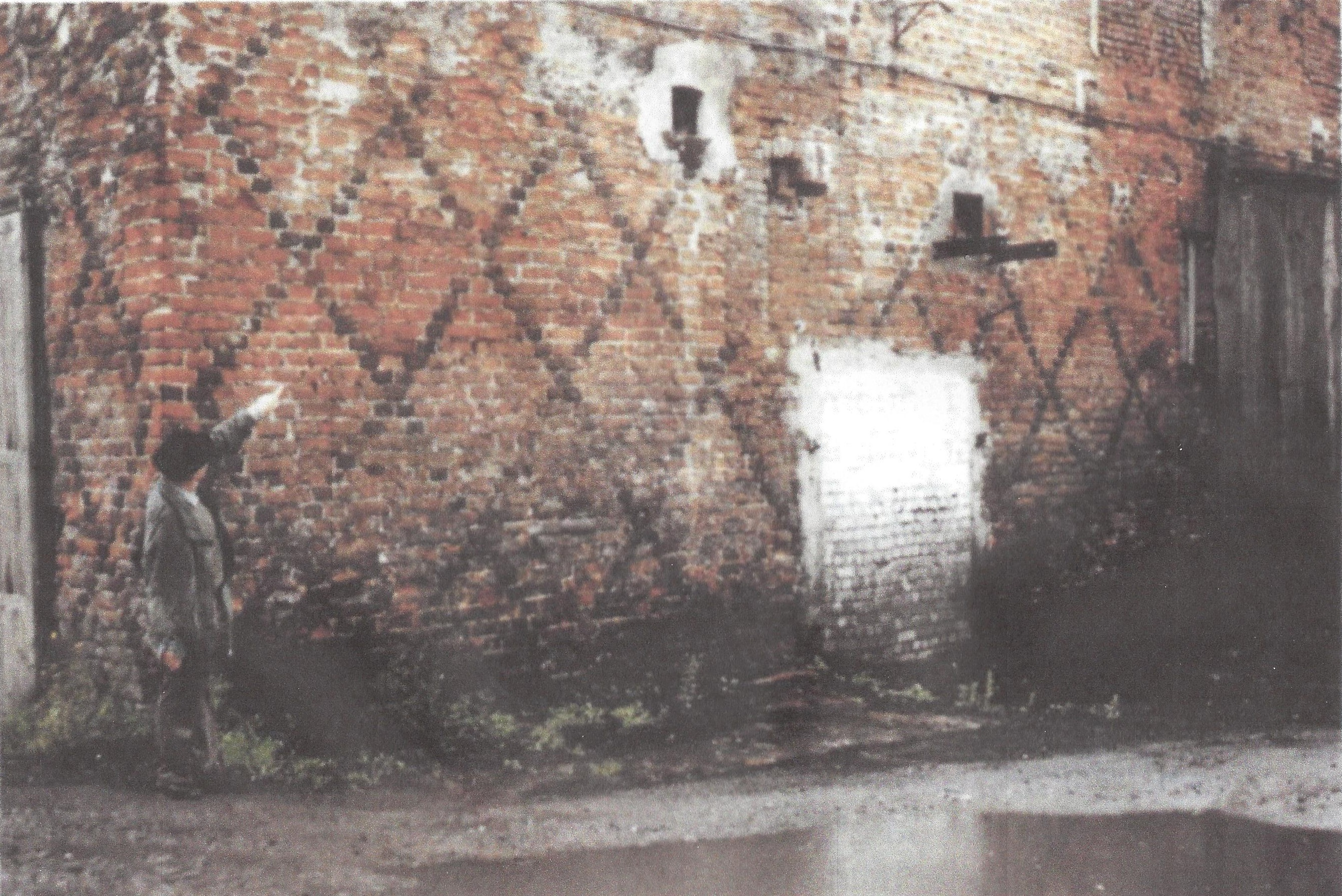
Fregment muru (1993)
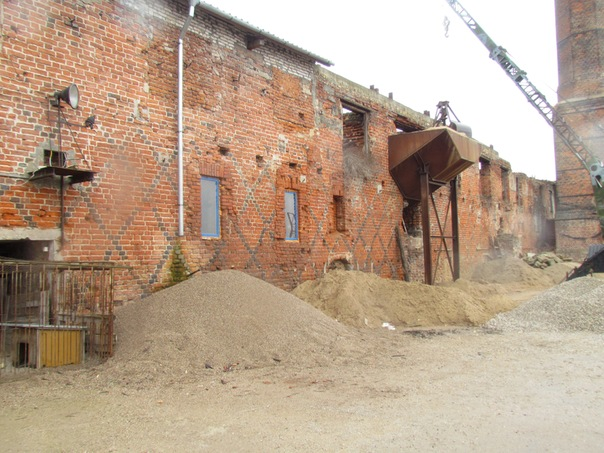
Fragment muru (2012)
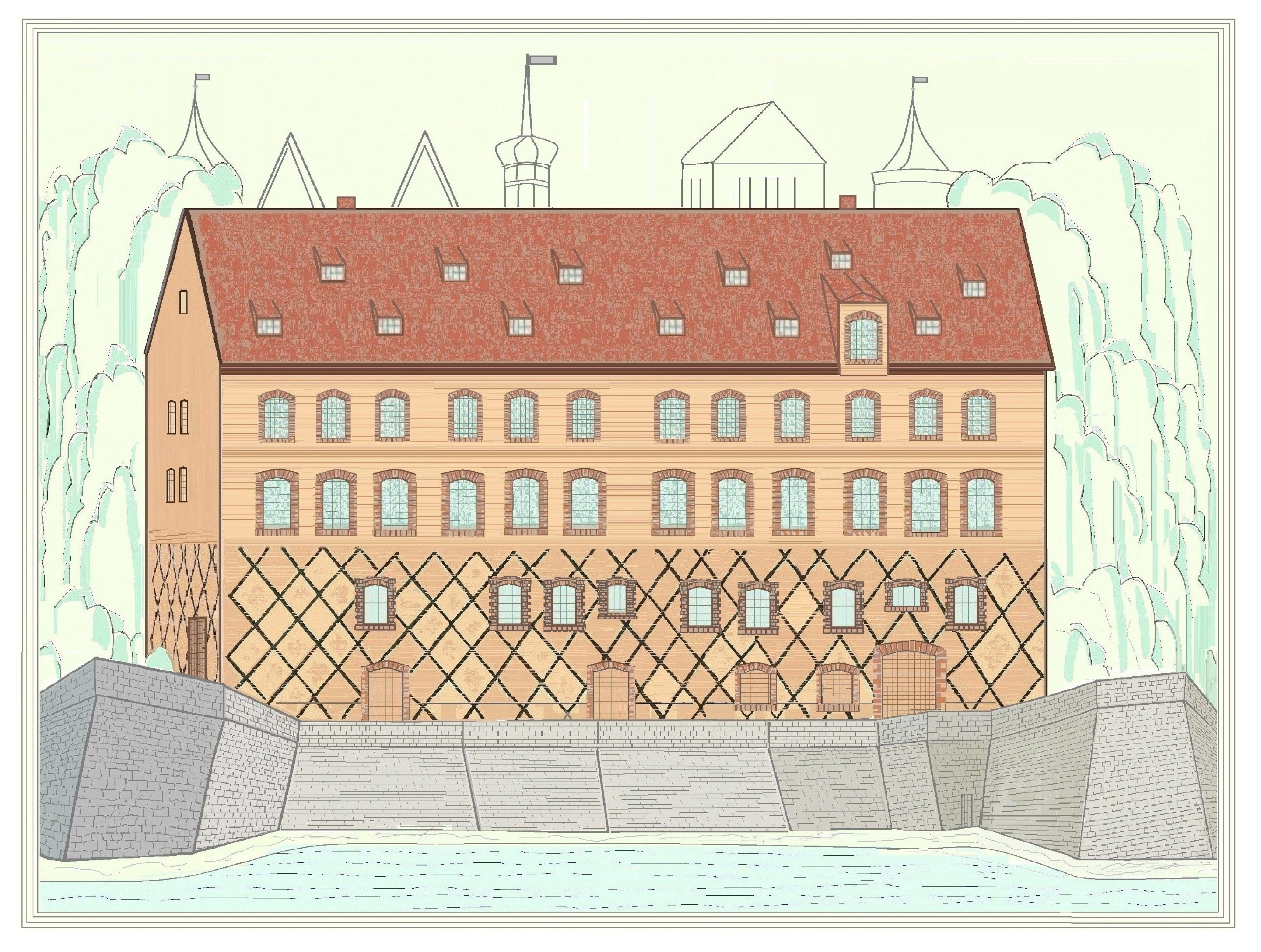
Rysunek zamku (2021)